# Canton de La Bassée
Le canton de La Bassée est un ancien canton français, situé dans le département du Nord et la région Nord-Pas-de-Calais.
Le canton de La Bassée faisait partie de la cinquième circonscription du Nord.

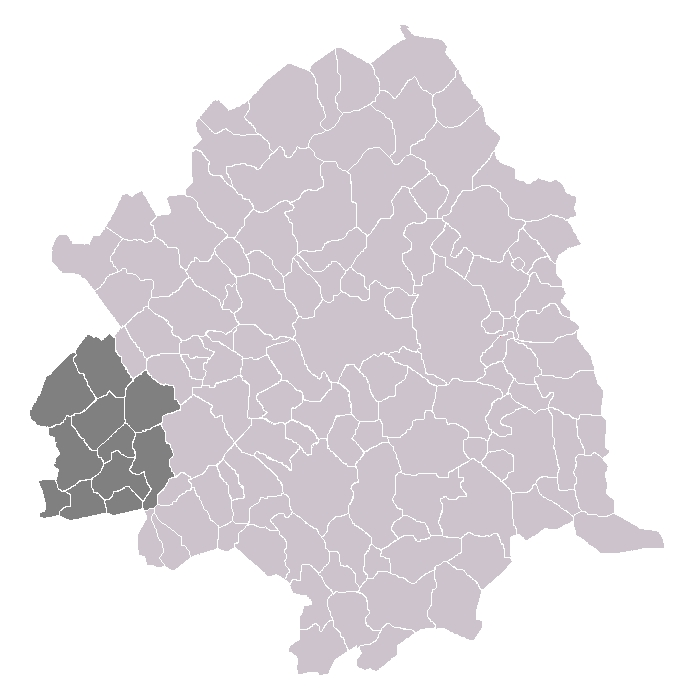
Canton de La Bassée dans l'arrondissement de Lille avant 2015

## Composition
Le canton de La Bassée regroupait les communes suivantes :
| Nom                   | Code Insee | Codepostal | Superficie (km2) | Population (dernière pop. légale) | Densité (hab./km2) |
| --------------------- | ---------- | ---------- | ---------------- | --------------------------------- | ------------------ |
| La Bassée (chef-lieu) | 59051      | 59480      | 3,54             | 6 413 (2012)                      | 1 812              |
| Aubers                | 59025      | 59249      | 10,14            | 1 537 (2012)                      | 152                |
| Fournes-en-Weppes     | 59250      | 59134      | 8,22             | 2 126 (2012)                      | 259                |
| Fromelles             | 59257      | 59249      | 8,54             | 866 (2012)                        | 101                |
| Hantay                | 59281      | 59496      | 2,09             | 1 148 (2012)                      | 549                |
| Herlies               | 59303      | 59134      | 7,11             | 2 225 (2012)                      | 313                |
| Illies                | 59320      | 59480      | 7,91             | 1 409 (2012)                      | 178                |
| Marquillies           | 59388      | 59274      | 6,91             | 1 991 (2012)                      | 288                |
| Sainghin-en-Weppes    | 59524      | 59184      | 7,71             | 5 554 (2012)                      | 720                |
| Salomé                | 59550      | 59496      | 5,25             | 2 972 (2012)                      | 566                |
| Wicres                | 59658      | 59134      | 2,77             | 410 (2012)                        | 148                |

## Histoire
- De 1833 à 1848, les cantons de La Bassée et de Seclin avaient le même conseiller général. Le nombre de conseillers généraux était limité à 30 par département[1].

## Représentation
| Date d'élection   | Identité                                              | Parti                    | Qualité |
| ----------------- | ----------------------------------------------------- | ------------------------ | --- |
| 1833-1836         | Pierre VII Joseph Marie Chombart de Lauwe (1783-1852) |                          | Propriétaire du château de Warneton, fermier Maire d'Herlies (1823-1852)                                   |
| 1836-1845         | Comte Pierre de Brigode de Kemlandt (1773-1848)       |                          | Ecuyer Colonel de la Garde nationale de Saint-Omer Maire de Camphin-en-Pévèle (1817-1844)                  |
| 1845-1846 (décès) | Jean-Baptiste Joseph Cogez (1777-1846)                |                          | Fabricant de sucre à Marquillies et à Phalempin, conseiller d'arrondissement                               |
| 1848-1872 (décès) | Louis Marie Joseph Chombart de Lauwe (1821-1872)      | Droite                   | Avocat à Lille - Maire d'Herlies                                                                           |
| 1872-1892         | Edouard Chombart de Lauwe (1825-1895)                 | Droite                   | Maire d'Herlies                                                                                            |
| 1892-1900 (décès) | Maxime Brame                                          | Républicain              | Raffineur de sucre à Marquillies                                                                           |
| 1900-1920 (décès) | Gustave Barrois-Brame (gendre du précédent)           | Républicain              | Agriculteur, fabricant de sucre Maire de Marquillies (1908-1920)                                           |
| 1920-1940         | Alexandre Crespel                                     | Conservateur             | Industriel Maire de La Bassée (1898-1945) Député (1919-1928)                                               |
|                   |                                                       |                          | |
| 1943-1945         | Jean Fauquenois                                       | FR                       | Conseiller d'arrondissement, adjoint au maire de Sainghin-en-Weppes Nommé conseiller départemental en 1943 |
|                   |                                                       |                          | |
| 1945-1958         | Émile Dubois                                          | SFIO                     | Secrétaire de mairie Député (1951-1955) Sénateur (1958-1973) Maire de Salomé                               |
| 1958-1964         | Henri Carlier                                         | DVD                      | Maire de La Bassée (1953-1977)                                                                             |
| 1964-1970         | Émile Dubois                                          | SFIO                     | Secrétaire de mairie Député (1951-1955) Sénateur (1958-1973) Maire de Salomé                               |
| 1970-1988         | Georges Brice                                         | DVD puis RPR             | Professeur de cours complémentaire Député (1958-1962)                                                      |
| 1988-1994         | Norbert Bommart                                       | PS                       | Professeur d'histoire-géographie Maire de La Bassée de 1977 à 2001                                         |
| 1994-2015         | Philippe Waymel                                       | Union Pour le Nord (DVD) | Masseur-kinésithérapeute Maire de La Bassée depuis 2001 Elu en 2015 dans le Canton d'Annœullin             |

### Conseillers d'arrondissement de 1833 à 1940
| Période                                  | Période      | Identité                                       | Étiquette | Qualité |
| ---------------------------------------- | ------------ | ---------------------------------------------- | --------- | --- |
| 1833                                     | 1839         | Adrien Louis Joseph Alavoine (1761-1840)       |           | Négociant à La Bassée, ancien juge au Tribunal de commerce                                                  |
| 1839                                     | 1845         | Jean-Baptiste Joseph Cogez                     |           | Fabricant de sucre à Marquillies                                                                            |
| 1845                                     | 1848         | Henri Charles Debeaulaincourt                  |           | Propriétaire à Sainghin-en-Weppes                                                                           |
|                                          |              |                                                |           | |
| 1877                                     | 1886 (décès) | Eugène Auguste Joseph Leroy-Dubois (1817-1886) | Droite    | Propriétaire, maire d'Illies                                                                                |
|                                          |              |                                                |           | |
| 1895                                     | 1919         | Alexandre Crespel                              | Libéral   | Brasseur et négociant en grains, maire de La Bassée (1898-1945), député (1919-1928)                         |
| 1919                                     | 1937         | Théo Brasme                                    | FR        | Maire de Wicres                                                                                             |
| 1937                                     | 1940         | Jean Fauquenois                                | FR        | Adjoint au maire de Sainghin-en-Weppes                                                                      |
| 1940                                     |              |                                                |           | Les conseils d'arrondissement ont été suspendus par la loi du 12 octobre 1940 et n'ont jamais été réactivés |
| Les données manquantes sont à compléter. |              |                                                |           | |

## Démographie
| 1962   | 1968   | 1975   | 1982   | 1990   | 1999   | 2006   | 2011   | 2012   |
| ------ | ------ | ------ | ------ | ------ | ------ | ------ | ------ | ------ |
| 18 776 | 19 264 | 21 161 | 22 438 | 23 857 | 24 600 | 25 273 | 26 385 | 26 651 |